# De Grote Vijf
De Grote Vijf is een benaming die wel aan verschillende groepen wordt gegeven, onder meer aan de volgende:
- De vijf diersoorten in Afrika die door jagers beschouwd werden als het moeilijkst te schieten: buffel, leeuw, luipaard, neushoorn en olifant (zie ook: grote grazers). De term grote 5 slaat in dit verband niet op het grootste of gevaarlijkste dier. Het nijlpaard bijvoorbeeld is groter dan de leeuw en wordt als gevaarlijker dan de buffel beschouwd. Tegenwoordig wordt de term in dit verband nog veel gebruikt door toeristen in Afrika op zoek naar de vijf op safari.[1]
- De vijf grootste bedrijven in Nederland in termen van industriële R&D: Royal Dutch Shell, Philips, Unilever, AkzoNobel en Koninklijke DSM NV.[2] Het ministerie van EZ spreekt in 2002 (Trends in corporate R & D) echter van de Big Seven: Philips, Akzo Nobel, ASML, DSM, Shell, Unilever en Oce. Tussen 2020 en 2022 vetrokken DSM, Shell en Unilever (juridisch) uit Nederland.[3]
- De vijf staten die uiteindelijk de vijf permanente leden van de Veiligheidsraad van de Verenigde Naties zouden worden: China, de Verenigde Staten van Amerika, Rusland, Frankrijk en het Verenigd Koninkrijk.[4]
- Vijf belangrijke Russische componisten aan het eind van de negentiende eeuw: Mili Balakirev, Aleksandr Borodin, César Cui, Modest Moessorgski en Nikolaj Rimski-Korsakov werden wel als 'De Vijf' aangeduid, en vaker als Het Machtige Hoopje. Soms wordt de term de Grote Vijf gebruikt.[5]
- Van 1951 t/m 1966 werd met de grote vijf wel de weggebruikers bedoeld die altijd voorrang hadden: politie- en brandweervoertuigen met zwaailicht en meertonige hoorn of sirene, uitvaartstoet, militaire colonne en tram. Deze weggebruikers hadden zelfs voorrang als ze bij een voorrangskruising op een niet-voorrangsweg reden. In 1965 kreeg ook de ziekenauto deze voorrechten. Andere bronnen melden dat tot 1968 grote vijf waren: politie, brandweer, ziekenauto, militaire colonne en de uitvaartstoet. Na 1968 resten als de grote drie: politie, brandweer en ziekenauto, die altijd voorrang hebben bij het gebruik van licht- en geluidsignalen. Erg gebruikelijk zijn deze aanduidingen niet.
- De vijf grootste Belgische voetbalploegen: RSC Anderlecht, Club Brugge, KRC Genk, KAA Gent en Standard Luik.[6]
- De Grote Vijf van het Argentijnse voetbal: een term die dateert uit de jaren 1930 en slaat op Boca Juniors, CA Independiente, Racing Club de Avellaneda, CA River Plate en CA San Lorenzo de Almagro.
- De vijf grote politieke partijen in Nederland, die Nederland tussen 1945 en 1971 in verschillende coalities regeerden: Anti-Revolutionaire Partij, Christelijk-Historische Unie, de Volkspartij voor Vrijheid en Democratie, de Katholieke Volkspartij en de Partij van de Arbeid.[7]
- Ook de vijf grootste Nederlandse circussen werden de Grote Vijf genoemd.[8]
- De Grote Vijf uit de muziekindustrie (1988-2004). Tot 1988 waren er zes grote platenlabels op de markt: EMI Music, CBS Records, BMG Records, PolyGram, Warner Music Group en MCA Records. In 1988 gingen Polygram en MCA samen op in Universal Music Group. Tot de fusie van BMG en Sony Music (het vroeger CBS Records) in 2004 werd de muziekindustrie gedomineerd door deze "Grote Vijf".
- De Grote Vijf uit de Nederlandstalige naoorlogse literatuur: Willem Frederik Hermans, Harry Mulisch, Gerard Reve, Louis Paul Boon en Hugo Claus.

## Engelse Big Five
Sommige vijftallen werden of worden doorgaans alleen met het Engelse Big Five aangeduid:
- De vijf "grote" Griekse romans, van Chariton, Xenophon van Efese, Longus, Achilles Tatius en Heliodorus.
- De vijf oudste symfonieorkesten van de Verenigde Staten.
- De vijf grootste zakelijke dienstverleners (accountancy en/of consultancy): Andersen (voorheen Arthur Andersen & Co), Deloitte (voorheen Deloitte & Touche), Ernst & Young, KPMG en PricewaterhouseCoopers.[9] Sinds Andersen is ontbonden na het Enron-schandaal, spreekt men van de "big four".
- De vijf hoofddimensies onder alle mogelijke persoonlijkheidstrekken volgens de moderne persoonlijkheidsleer.
- De vijf grootste en meest invloedrijke Amerikaanse technologiebedrijven: Amazon, Alphabet, Apple, Microsoft en Meta (voorheen Facebook).

## Televisie
- Op het Eurovisiesongfestival zijn Frankrijk, Duitsland, het Verenigd Koninkrijk, Italië en Spanje (samen met het gastland) elk jaar verzekerd van een plaats in de finale. Dit komt omdat deze landen de grootste geldschieters zijn van de EBU.
- The Big5 van Europa is een Vlaams televisieprogramma dat een Europese tegenhanger voor de Afrikaanse Grote Vijf diersoorten zocht.